# Лосторф
Лосторф (нім. Lostorf) — громада  в Швейцарії в кантоні Золотурн, округ Госген.

## Географія
Громада розташована на відстані близько 65 км на північний схід від Берна, 37 км на північний схід від Золотурна.
Лосторф має площу 13,3 км², з яких на 13,8% дозволяється будівництво (житлове та будівництво доріг), 37,6% використовуються в сільськогосподарських цілях, 48,5% зайнято лісами, 0,1% не є продуктивними (річки, льодовики або гори).

## Демографія
2019 року в громаді мешкало 3942 особи (+3,1% порівняно з 2010 роком), іноземців було 11,5%. Густота населення становила 298 осіб/км².
За віковим діапазоном населення розподілялося таким чином: 19,9% — особи молодші 20 років, 59,1% — особи у віці 20—64 років, 21,1% — особи у віці 65 років та старші. Було 1656 помешкань (у середньому 2,4 особи в помешканні).
Із загальної кількості 977 працюючих 61 був зайнятий в первинному секторі, 259 — в обробній промисловості, 657 — в галузі послуг.